# Erlend Bjøntegaard
Erlend Bjøntegaard (Kongsberg, 30 luglio 1990) è un ex biatleta norvegese.

## Biografia
In Coppa del Mondo ha esordito il 25 novembre 2012 a Östersund, ottenendo subito il primo podio (2º in staffetta mista); ha conquistato la prima vittoria il 15 gennaio 2015 in staffetta a Ruhpolding. Ha debuttato ai campionati mondiali ad Oslo Holmenkollen 2016 (69º nella sprint). Il 21 gennaio 2018 ad Anterselva ha ottenuto il primo podio individuale in Coppa del Mondo (3º nella partenza in linea). 
Ai XXIII Giochi olimpici invernali di Pyeongchang 2018, sua prima presenza olimpica, si è classificato 5º nella sprint, 9º nell'inseguimento e 7º nella partenza in linea. L'anno dopo ai mondiali di Östersund 2019 si è piazzato 7º nella sprint, 15º nell'inseguimento, 64º nell'individuale e 22º nella partenza in linea; nella rassegna successiva di Anterselva 2020 è stato 35º nella sprint e 15º nell'inseguimento.
Si è ritirato dall'attività agonistica nel 2023, all'età di 33 anni.

## Palmarès

### Mondiali juniores
- 1 medaglia:
  - 1 bronzo (staffetta a Nové Město na Moravě 2011)

### Mondiali giovanili
- 3 medaglie:
  - 1 oro (inseguimento a Canmore 2009)
  - 2 argenti (staffetta a Ruhpolding 2008; sprint a Canmore 2009)

### Europei
- 9 medaglie:
  - 5 ori (staffetta mista a Duszniki-Zdrój 2021; sprint, staffetta mista a Arber 2022; sprint, staffetta mista a Lenzerheide 2023);
  - 4 argenti (staffetta a Nové Město na Moravě 2014; staffetta mista a Duszniki-Zdrój 2017; individuale a Duszniki-Zdrój 2021; inseguimento a Lenzerheide 2023).

### Coppa del Mondo
- Miglior piazzamento in classifica generale: 12º nel 2020
- 14 podi (3 individuali, 11 a squadre):
  - 7 vittorie (a squadre)
  - 5 secondi posti (2 individuali, 3 a squadre)
  - 2 terzi posti (1 individuale, 1 a squadre)

#### Coppa del Mondo - vittorie
| Data             | Località     | Nazione     | Spec.                                                                            |
| ---------------- | ------------ | ----------- | -------------------------------------------------------------------------------- |
| 15 gennaio 2015  | Ruhpolding   | Germania    | RL (con Ole Einar Bjørndalen, Johannes Thingnes Bø e Emil Hegle Svendsen)        |
| 13 febbraio 2016 | Presque Isle | Stati Uniti | RL (con Lars Helge Birkeland, Johannes Thingnes Bø e Tarjei Bø)                  |
| 10 dicembre 2017 | Hochfilzen   | Austria     | RL (con Ole Einar Bjørndalen, Henrik L'Abée-Lund, Lars Helge Birkeland)          |
| 8 febbraio 2019  | Canmore      | Canada      | RL (con Lars Helge Birkeland, Vetle Sjåstad Christiansen e Johannes Thingnes Bø) |
| 7 dicembre 2019  | Östersund    | Svezia      | RL (con Johannes Dale, Tarjei Bø e Johannes Thingnes Bø)                         |
| 15 dicembre 2019 | Hochfilzen   | Austria     | RL (con Johannes Dale, Tarjei Bø e Johannes Thingnes Bø)                         |
| 11 gennaio 2020  | Oberhof      | Germania    | RL (con Lars Helge Birkeland, Johannes Dale e Vetle Sjåstad Christiansen)        |

Legenda:

RL = staffetta